# Dražan Duilo
Dražan Duilo(ožujka 1959. — 1. srpnja 2020.), hrvatski novinar, majstor novinske bilješke, komentara i crtice i urednik, reporter iz malih i velikih mjesta.

## Životopis
Rodio se je 1959. godine. Odrastao je u Siveriću i Svetom Kaju, kao radničko dijete, uz školu, knjige i filmove, koje je gledao u domovima kulture. Kao junior igrao igrao za NK Solin, čijim je bio velikim navijačem. Završio je u Zagrebu studij filozofije i komparativne književnosti. Temeljito je iščitao kanonska književna i filozofska djela. Bio je ozbiljan i temeljit. Prve je uradke napravio u Studentskom listu i na Omladinskom radiju. Otamo je došao u splitsku Slobodnu Dalmaciju. Prvo je surađivao u gradskoj rubrici kod urednika Tonča Bonaćija, gdje se je afirmirao bilješkama, najčešće iz autobusa broj jedan. Nastavio je djelovati i u digitalnom dobu, objavljujući bilješke portalu Slobodne Dalmacije i na stranici na Facebooku Samo Split. Bio je majstor naći vijest u svemu, pa se sa svake šetnje gradom vraćao se s pokojom bilješkom. Zatim je pratio političke stranke i ine teme. Prevrat 1990.-ih u uredništvu dočekao je na nepobjedničkoj strani. Nakon nemirna neugodna razdoblja, završio je kao redaktor. Slijedilo je nekoliko godina vođenja Dalmatinske rubrike, po intenzivnosti posla poput brokerskog. Bio je novinar klasične škole koji nije podilazio, koji je volio ići protiv struje i moćnika, bilo iz svijeta medijskih vlasnika, političkih ili arheoloških kvaziautoriteta. Nije se degradirao u rad po novim "pravilima" novinarstva. U novinama je radio do kraja života. Zadnje dane, redakcijski doajen i legenda proveo je kao novinar redakcije Kulture i Portala Slobodne Dalmacije. U listu je bio ugledan jer je bio živa enciklopedija koji je u memoriji držao nevjerojatno mnogo podataka. Iznimne radne energije i u starijoj dobi, koju je pokazao kad je za potrebe obilježavanja 75. obljetnice lista mjesecima sam išao u knjižnicu po arhivsku građu iz starih brojeva Slobodne Dalmacije tražeći zanimljive članke, koji su zatim ponovo objavljeni u Slobodnoj Dalmaciji. Zadnjih desetljeća živio je u Splitu, ali smatrao se je Solinjaninom, gdje je imao i kuću i vrt.
Napisao je jedan krležijanski roman koji je još uvijek u rukopisu. Komisija Ministarstva kulture nije ga poduprla 2019. godine.
Pojavio se i na filmu. U Tajni Nikole Tesle odigrao je epizodnu ulogu s dugom crnom bradom i kosom, a najbolje ga se vidi u prizoru u vlaku.
Umro je 1. srpnja 2020., a pokopan je 3. srpnja 2020. na Novom groblju u Solinu.